# هينشل إتش إس 122
هينشل إتش إس 122 طائرة استطلاع أحادية السطح تابعة للجيش الألماني في منتصف الثلاثينيات من القرن الماضي. على الرغم من أن المتغيرات السابقة للإنتاج فقط دخلت الخدمة، فإن Hs 122 أدت إلى هينشل إتش إس 126 التي تم إنتاجها بأعداد كبيرة.

## تطوير
كانت Hs 122 هي الطائرة الثانية لشركة هينشيل أند صن، الأولى Hs 121 غير المخصصة للإنتاج. وقد تم تصميمها استجابة لدعوة من وزارة طيران الرايخ لإنشاء طائرة تعاون متعددة الأدوار لصالح الجيش لتحل محل هاينكل هي 46 العتيقة.